# قرطيون أفعواني الجلد
قرطيون أفعواني الجلد (الاسم العلمي: Cerithium ophioderma) هو نوع من الرخويات يتبع جنس القرطيون من الفصيلة القرطيونية.